# 吴文辉 (企业家)
吴文辉（1978年—）是一位中国企业家。

## 人物介绍
吴文辉就读于北京大学计算机软件工程专业，并获得学士学位。历任起点中文网CEO、盛大文学总裁、腾讯文学CEO、阅文集团执行董事、CEO，网络文学行业奠基和发展的主要推动者，起点中文网、阅文集团创始人之一。

## 人物经历[2][3][4][5]

### 创办起点
2002年，吴文辉（黑暗之心）、商学松（藏剑江南）、林庭锋（宝剑锋）、侯庆辰（意者）、罗立（黑暗左手）和郑红波（5号蚂蚁），正式创建起点中文网。
2003年10月，在吴文辉的牵头下，起点中文网正式推出网络阅读商业模式，其中包括了小说按章节购买付费、每购买1000字计价2分、与作者稿费分成（前期作者可以拿到100%的稿费）等从未出现过的全新模式，并开创了国内网络文学收费阅读的先河。
2004年上半年，凭借优秀的内容作品和良好的网站运营，起点中文网成为行业流量第一的网站。
2004年下半年，起点中文网成为盛大网络（snda.nsdq）旗下子公司，吴文辉出任起点中文网CEO。
2005年，吴文辉宣布，起点中文网以百万年薪条件与八位作家签约。同期，吴文辉团队进一步丰富起点中文网的业务范围和系统构建，2月正式推出月票制度和月票榜单制度，即VIP读者可每月获得月票，进而对当月自己满意的VIP作品进行投票。这一制度直接奠定了之后十几年里网文评选的最硬性标准之一。与这一体系配套的，是后续起点中文网推出的作家福利制度，通过以网站补贴的形式奖励作家来建设创作扶持体系，已经签约的作家通过这种模式能获得一个基本的稿酬收入，对于还未够资格签约成“大神”的新手作家设有一定的全勤奖、“低保”工资等福利。这一制度也让网络文学作家变成职业有了制度上的可能。同一天，吴文辉还宣布起点将成立起点女生频道，标志着起点中文网正式覆盖女性原创文学领域。
2006年，竞争对手“17K文学网”的对起点中文网发起大规模竞争。面对竞争，吴文辉带领起点团队创造性地提出了“白金作家计划”，网络文学真正意义上的“造神运动”正式开启，起点中文网重新定义了“大神是可以培养出来的”的体系概念，白金作家的标准有两个：1.至少有一本完本小说；2.至少一本小说订阅要1万以上，在此基础上打造全新的作家品牌，在此后十余年间，“白金作家”将成为起点大神们最硬气的称呼。
2006年10月，吴文辉主持推出起点中文网wap版，成了中国阅读类浏览量第一的WAP（无线移动协议）网站。12月，起点中文网的繁体文学网站正式推出，标志着中国网络文学正式服务于海外华人群体。
2007年，吴文辉团队提出了“起点作家完本奖励计划”，随后在这一基础上明确了“起点作家福利体系”，对作家进行扶持，让更多的作家可以参与和尝试创作。作者只需要月更4万字即可拿到完本奖。后期这一数字变更到6万，但对于许多作者而言依然是可以达到的一个更新量。依靠“福利体系”和“白金计划”，起点中文网拥有了强大的作者造血能力，为后续的持续发展奠定了基础。
2007年3月，吴文辉主持起点中文网在“福利体系”的基础上推出“千万亿计划”。其中，“亿”即盛大集团向起点中文网增加1亿注册资本。“万”主要是针对原创作者的一项综合福利计划。增资以后，起点向所有的起点签约作者承诺，在完成与起点所签署的合同的前提下，将给予他们一年不少于1万元人民币的收入保证。“千”是千人培训计划，建立专项教育培训基金培训作者，包括“网络作者文学创作高级研修班”。

### 盛大文学成立
2008年7月，盛大网络收购多家网络文学网站与起点中文网合并成立盛大文学有限公司，吴文辉出任总裁。
2009年初，吴文辉团队推出了“打赏系统”、“粉丝榜”，“打赏”的意思就是如果一个网友喜欢一个作者，除了花钱买他的作品之外还可以付额外的钱给作家，而粉丝榜则直观体现作者的受欢迎程度，作家和作品之间形成交互的良性循环。起点中文网成为了第一批大规模使用粉丝互动道具的网站。“打赏”概念和模式的提出，对后续中国秀场、主播模式的发展产生了深远的影响。
2010年初，吴文辉团队在白金作家基础上，进一步推出“大神作家”体系。通过作家等级体系的建立，完善了网络文学作家进阶、成名之路。
2013年，吴文辉从盛大文学离职。

### 阅文集团成立
2014年4月，腾讯网络（0700.hk）正式对外宣布成立腾讯文学公司，由吴文辉担任CEO，负责腾讯文学的管理和运营工作。
2014年12月，吴文辉在“2014中国网络文学行业峰会”上，提出了IP发展战略，阐释为“IP（IntellectualProperty，知识产权）周边产品的不断衍生和开发，能够帮助作家牢牢巩固并扩大粉丝群体，并增加网络文学平台的用户粘性。”，构建“全阅读生态”。
2015年1月，腾讯文学以8亿美元收购盛大文学，合并成立阅文集团，吴文辉出任集团执行董事、CEO。
2015年6月，吴文辉代表阅文集团公布了IP合作的具体形式、标准：将以IP为核心，主打泛娱乐内容市场的战略公之于众，先后尝试了IP定制、孵化、影游联动、书游联动等模式和业务。
2017年5月15日，在吴文辉的推动下，起点国际（webnovel.com）正式上线，宣称目前以英文版为主打，将逐步覆盖泰语、韩语、日语、越南语等多语种阅读服务。中国网络文学逐渐开始“海外之旅”。
2017年11月第二周，吴文辉带领阅文集团(0772.hk)登陆港交所：超额认购625.95倍；交易第一天盘中一度逼近1000亿港元市值，最后收盘涨幅86.18%。
2018年9月，中国文化IP发展高峰论坛上，吴文辉发表了题为《阅文全·内容生态拥抱文化IP大繁荣》的讲话，其中明确了“从源头培育到多元开发，从产业链构建到创新跨界合作，这不只是网文IP的发展路径，更是无数文化IP发展的方向”的概念。
2020年4月27日，起点中文网创始人，阅文集团CEO吴文辉从阅文集团离职。